# 瘿蜂总科
瘿蜂总科（学名：Cynipoidea），是膜翅目、细腰亚目下的总科。

有些是植食性动物，但大部分是拟寄生物或超寄生物。

## 科
此总科分五科。
- 奥地利蜂科 （Austrocynipidae）
- 瘿蜂科 （Cynipidae）
- 环腹瘿蜂科 （Figitidae）
- 枝附癭蜂科 （Ibaliidae）
- 钻木癭蜂科 （Liopteridae）